# Polska szkoła filozofii medycyny
Polska szkoła filozofii medycyny – polska szkoła naukowa filozofii medycyny, której początek związany jest z powstaniem dzieła Tytusa Chałubińskiego O metodzie wynajdywania wskazań lekarskich (1874). Koniec szkoły związany jest z Ludwikiem Fleckiem lub z Ludwikiem Zembrzuskim i Władysławem Szumowskim.

## „Starsza” polska szkoła filozofii medycyny
Zajmowała się logiką diagnozy i rokowania, powstała pod wpływem recepcji zachodnioeuropejskiej myśli metodologicznej i metodologiczno-lekarskiej II połowy XIX wieku. Myśl ta wywarła wpływ na poglądy lekarzy polskich, głównie za sprawą podejścia metodologicznego Claude’a Bernarda w fizjologii oraz logiki Rudolfa Hermanna Lotzego. Drugim źródłem była recepcja zachodnioeuropejskich prądów ogólnofilozoficznych, głównie pozytywizmu Auguste'a Comte’a i ewolucjonizmu Herberta Spencera. Istotną rolę w tych recepcjach odegrały: Szkoła Główna Warszawska, czasopiśmiennictwo popularnonaukowe i Julian Ochorowicz. Najwybitniejszym reprezentantem starszej polskiej szkoły filozofii medycyny był Tytus Chałubiński, autor publikacji O metodzie wynajdywania wskazań lekarskich (1874), którego prace cechowało nowe zdefiniowanie choroby i pojawienie się elementów etyki lekarskiej. Zagadnienia metodologiczne w naukach medycznych zaczęli wówczas pod wpływem Chałubińskiego podnosić uczeni uniwersyteccy (Feliks Nawrocki) i lekarze praktycy (Ignacy Baranowski i Henryk Nusbaum). Ówczesną filozofię medycyny można traktować także jako antymetafizyczną reakcję pozytywistyczną i specyficzną filozofię przyrody. Głównymi postaciami tego nurtu filozofii medycyny byli Henryk Fryderyk Hoyer i Wiktor Feliks Szokalski.

## „Średnia” szkoła filozofii medycyny
Był to okres najbardziej reprezentatywny, obfitujący w nowe idee i dzieła, często utożsamiany z całą polską szkołą filozofii medycyny. Najwybitniejszy jej przedstawiciel Władysław Biegański ten okres uznawał za najlepszą część polskiej myśli medycznej w ogóle i za zjawisko na skalę europejską, którego znaczenie podkreślali tacy wybitni uczeni jak: Max Neuburger i Henry Sigerist. Cechą najbardziej charakterystyczną „średniej” szkoły filozofii medycyny było rozpatrywanie medycyny w dialogu z filozofią nauki i filozofią przyrody. W tym przypadku można wyróżnić dwie tendencje: minimalistyczną (Henryk Fryderyk Hoyer, Edmund Biernacki) i naturalistyczną (Władysław Biegański i Henryk Nusbaum).  Cechą „średniej” szkoły filozofii medycyny było pojawienie się wśród jej reprezentantów samoświadomości tworzenia autonomicznego przedmiotu wiedzy – filozofii medycyny, a także podejmowanie problematyki filozoficzno-antropologicznej i etycznej. Hasło dociekań filozoficznych w medycynie propagował wówczas Zygmunt Kramsztyk i udostępnił dla nich łamy założonego przez siebie pierwszego na świecie pisma poświęconego tylko tej problematyce – „Krytyki Lekarskiej”.

## „Młodsza” szkoła filozofii medycyny
W okresie międzywojennym filozofia medycyny stała się przedmiotem dydaktyki na wydziałach lekarskich polskich uniwersytetów dzięki Władysławowi Szumowskiemu (autorowi tekstu O przedmiocie studiów lekarskich pod nazwą Historja i Filozofia Medycyny) oraz Adamowi Wrzoskowi, który jako urzędnik ministerialny odegrał znaczącą rolę w organizacji nauczania filozofii medycyny i za którego sprawą powstało czasopismo „Archiwum Historii i Filozofii Medycyny”. Do tej szkoły są zaliczani także: Ludwik Zembrzuski, Ludwik Fleck, Stanisław Trzebiński i Szczęsny Bronowski.

## Poznańska myśl filozoficzno-lekarska
Heliodor Święcicki głosił pogląd, że lekarz jest artystą. Uznał także ludzki organizm za przedmiot estetyczny, który podlega lekarskiemu działaniu realizującemu intencję estetyczną. Dowodził także, że to, co estetyczne, nie jest właściwe wyłącznie sztuce artystycznej. Opierał się w tym przypadku na estetyce Karola Libelta.
Kazimierz Filip Wize z kolei propagował interdyscyplinarne podejście do medycyny, polegające na rozpatrywaniu jej funkcjonowania z perspektywy filozoficzno-etycznej, estetycznej, psychologicznej oraz społecznej. W podejściu do chorego kładł nacisk na poznanie nie tylko medycznych przyczyn choroby, ale także psychicznych i społecznych.